# Fredede fortidsminder i Brønderslev Kommune
Denne liste over fredede fortidsminder i Brønderslev Kommune viser alle fredede fortidsminder i Brønderslev Kommune. Listen bygger på data fra Kulturarvsstyrelsen.